# Березовка (Кропивинський округ)
Бере́зовка (рос. Берёзовка) — селище у складі Кропивинського округу Кемеровської області, Росія.

## Населення
Населення — 403 особи (2010; 479 у 2002).
Національний склад (станом на 2002 рік):
- росіяни — 92 %